# زكي مبارك (مؤرخ)
زكي مبارك (1940 - توفي يوم 2 مارس 2019)، هو مؤرخ مغربي يعتبر من أبرز المؤرخين المغاربة الذين بذلوا جزءا هاما من أبحاثهم في كشف أسرار التاريخ المغربي الحديث، وخاصة ما يتعلق منه بقضايا المقاومة وجيش التحرير
ولد سنة 1940 بقرية إدا وسملال بضواحي تزنيت، لكنه انتقل مبكرا إلى الدار البيضاء حيث نشأ ودرس. ولج الوظيفة العمومية في وزارة الشبيبة والرياضة، وترقى بها إلى أن تم تعيينه مديرا عاما، لكن شغفه بالبحث العلمي سيقوده إلى الابتعاد عن الوظيفة نحو الجامعة. عاش طوال حياته في مدينة سلا.

## وفاته
توفي صباح اليوم السبت 2 مارس 2019، بمدينة سلا بعد مرض لازمه طويلا. عن عمر يناهز 79 سنة، ووري الثرى بمقبرة سيدي بلعباس بمدينة سلا.

## من مؤلفاته
ألّف الراحل العديد من المؤلفات حول المقاومة والحركة الوطنية أثارت جدلا واسعا وأثارت عليه غضب الكثيرين
- «حركات المعارضة في المغرب من المقاومة وجيش التحرير» (أطروحة دكتوراه في سنة 1973).

## وصلات خارجية
- (فيديو): الدكتور زكي مبارك متحدثا عن أسباب اهتمامه بالزعيم محمد بن عبد الكريم الخطابي